# کالیبر ۹ (فیلم ۲۰۲۰)
کالیبر ۹ (ایتالیایی: Calibro 9) یک فیلم اکشن دلهره‌آور درام و نوآر ایتالیایی است که در سال ۲۰۲۰ منتشر شد.

## گزیدهٔ بازیگران
- باربارا بوشه
- مارکو بوچی
- سنیا راپوپورت
- اَلسیو بونی
- میکله پلاچیدو